# Ruta Provincial 29 (Buenos Aires)
La Ruta Provincial 29 es una carretera pavimentada de 306 km de extensión ubicada en el centro-este de la provincia de Buenos Aires, en Argentina.

## Características
La ruta recorre alrededor de 306 km entre las cercanías de la ciudad de Brandsen y el empalme con la Ruta Nacional 226, entre las localidades de Balcarce y Napaleofú.
La carretera es considerada la continuación de la Ruta Provincial 210, que termina en el empalme con la Ruta Provincial 215, y es cerca de allí donde empieza esta ruta. 
Por ella pasan a diario muchos camiones de transporte de productos agrícolas, y también, durante la temporada de verano, es el camino elegido por numerosos turistas que viajan a las ciudades de Chascomús, Necochea, Mar del Plata, Claromecó, etc. ya que no posee cabinas de peaje.
Como el asfalto se encontraba desgastado y deteriorado, se han realizado obras de repavimentación primero en el tramo Udaquiola - Ayacucho y posteriormente entre General Belgrano y Udaquiola.
En el tramo entre la localidad de Chas y la ciudad de Ayacucho, el camino corre junto a la zona de vías del Ferrocarril General Roca que fue clausurada y levantada, por lo que no existen ni vías ni puentes, solo los edificios de las antiguas estaciones de tren. En este tramo no hay ninguna población con más de 500 habitantes.

## Localidades
A continuación se enumeran las localidades por las que pasa esta carretera de norte a sur. Las poblaciones de 500 a 5000 habitantes figuran en itálica.
- Partido de Brandsen: Brandsen y Jeppener.
- Partido de General Paz: Ranchos y Villanueva.
- Partido de General Belgrano: General Belgrano.
- Partido de Pila: No hay poblaciones de más de 500 habitantes.
- Partido de Rauch: No hay poblaciones de más de 500 habitantes.
- Partido de Ayacucho: Ayacucho.
- Partido de Balcarce: No hay poblaciones de más de 500 habitantes.

## Recorrido
|  |  |  |  |

|  | STRq | RMKRZ | STRq |

|  | WASSERq | RMoW2 | WASSERq |

|  |  | SKRZ-Gu |

|  |  | STR |

|  | WASSERq | WBRÜCKE1 | WASSERq |

|  |  | STR |

|  |  | ABZgl+l | STRq |

|  | STRq | KRZ | STRq |

|  |  | ABZgl+l | STRq |

|  |  | ABZgl+l | STRq |

|  |  | STR |

|  | WASSERq | WBRÜCKE1 | WASSERq |

|  |  | STR |

|  | RMq | RMIco | RMq |

|  | STRq | TBHF | STRq |

| exlDAMPF |  | SKRZ-GBUE |  |

|  | STRq | KRZ | STRq |

|  | STRq | TBHF | STRq |

|  | STRq | TBHF | STRq |

|  | CONTgq | ABZqlr | CONTfq |

## Historia

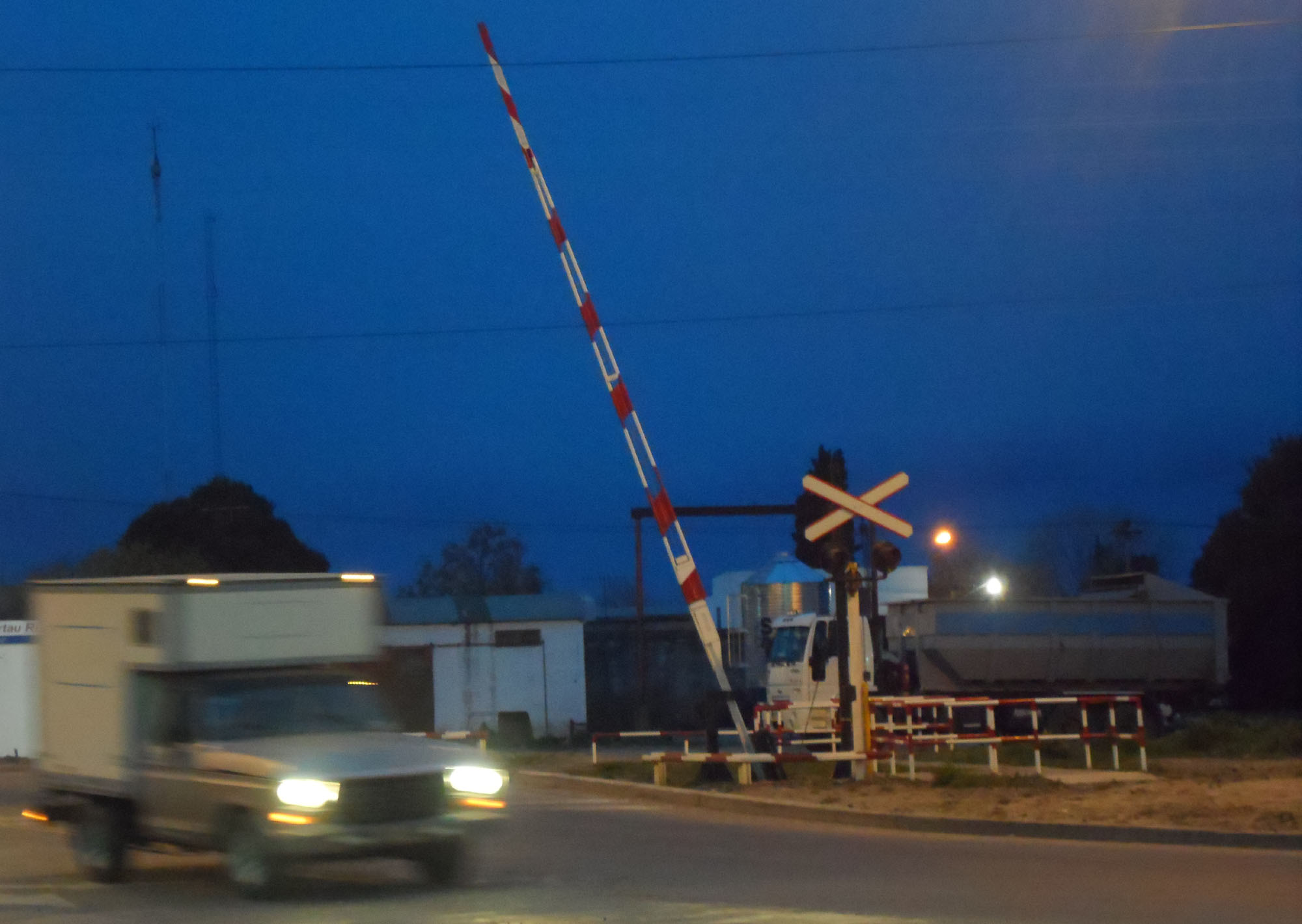
Paso a nivel en Brandsen, ruta 215 cruce con ruta 29

Las autoridades provinciales inauguraron el pavimento en esta carretera el 28 de marzo de 1981. La obra tuvo un costo de 156 millones de dólares de esa época.